# Индира (имя)
Индира, также Инаяд (англ. Indira) — женское имя индийского происхождения, а своей широкой популярностью имя обязано Индире Ганди. Это имя означает «неземная» и «небесная». Вторая версия происхождения гласит, что имя Индира означает «луна», а происходит от слова «indu» имеющего именно такой перевод.
На Северном Кавказе имя распространено среди даргинцев, кумыков, лезгин, ногайцев. Распространённое имя у казахов. 